# Plantaže v Surinamu
Plantaže v Surinamu so bile večinoma postavljene v sedemnajstem in osemnajstem stoletju. Do devetnajstega stoletja so sužnji in pogodbeni delavci z Jave in Indije delali na plantažah v koloniji v Surinamu. Plantaže v Surinamu so bile pomembne za proizvodnjo trsnega sladkorja in bombaža, pa tudi za tropski les, indigo in – od leta 1720 – vedno bolj za kavo in kakav. Plantažno gospodarstvo v Surinamu je ustvarilo pomembne prihodke in precejšnje finančne izgube v Republike sedmih združenih provinc Nizozemske.

## Plantaže
Ko so Zelandci leta 1667 od Angležev osvojili kolonijo Surinam, so se številni Angleži s svojimi sužnji preselili v britansko kolonijo Jamajko. Ta selitev delavcev je ogrozila proizvodnjo dragocenega (trsnega) sladkorja. Bogati plantažer Jeronimo Clifford je bil kaznovan in zaprt, ker je hotel likvidirati svojo plantažo v Courcabu, ki jo je pridobil leta 1683. Novi plantažerji, kot so labadisti , so ustanovili plantaže, kot je La Providence. Hugenotske družine Crommelin, Texier, Nepveu, Coutier, De Cheusses in De Rayneval so ustanovili 'La Liberté', 'La Confiance', 'L'Espérance', 'Mon Plaisir', 'Mon Trésor', 'À la Bonne Heure' in 'Ma Retraite'. Člani teh družin so imeli tudi upravne položaje. Lastniki plantaž so se pogosto videli kot prinašalci krščanstva, ki morajo svet rešiti malikovanja.
Število nasadov se je nato povečalo s 50 leta 1683, 80 leta 1684, 128 leta 1704 na 171 leta 1713.  Številke se glede na avtorja precej razlikujejo. Število sužnjev se je v tem obdobju povečalo s 3.226 na 13.000. Leta 1730 je število nasadov znašalo več kot 400, od tega jih je bilo 115 v lasti Judov.

## Vzpostavitev plantaž
V Surinamu so bile plantaže v ali neposredno okoli Paramariba in daleč zunaj mesta v obalnem pasu. Nasadi zunaj Paramariba so bili skoraj vedno ob eni od večjih rek, kot so reka Surinam, Commewijne, Saramacca, Nickerie ali Coppename. Pravokotni nasadi, pogosto kilometrski, so bili postavljeni s krajšimi stranicami na reki. Tam je bil postavljen obsežen polderski sistem kanalov in mlinov na veter z nasipi in zapornicami, ki so delovale s plimovanjem Atlantskega oceana. To vodno gospodarstvo je skrbelo za odvodnjavanje, namakanje in vodno energijo ter za transport proizvodov v pristanišče. 

## Organizacija plantaže
Večina različnih nasadov v Surinamu je bila v lasti Surinamske družbe (Sociëte van Suriname), javno-zasebnega podjetja Nizozemske zahodnoindijske družbe (WIC) in mesta Amsterdam. Poleg tega je vlada v Surinamu imela v lasti tudi državne plantaže, predvsem gozdne plantaže (znane tudi kot gozdna zemljišča). Na čelu plantaže je bil lastnik plantaže (plantažer) ali direktor plantaže. Pomagala sta mu beli častnik - poveljnik evropskega rodu - in temnopolti častnik (znan tudi kot bastiaan) - temni suženj, ki je bil zadolžen za sužnje na plantaži. Na splošno so bile na plantaži različne vrste sužnjev: poljski sužnji, ki so delali na polju, obrtni sužnji, ki so na primer opravljali dela na plantaži ali v hiši kot tesarji, in hišni sužnji, običajno sužnje, ki so delale kot gospodinje, čistilke ali varuške v hiši lastnika ali direktorja plantaže. Poleg delovnih sužnjev so bili tudi sužnji, ki niso (več) delali na plantažah; bolni sužnji, majhni otroci ali starejši, ki jih ni bilo več mogoče dati na delo na polju ali doma.

## Zanimivosti
- Leta 1721 je bila izvožena prva kava; Stephanus Laurentius Neale je zaslužen za sajenje prvega kavnega grma;
- Leta 1686 je bil posajen prvi kakavovec in leta 1735 prvi grm bombaža;
- Leta 1685 oziroma 1686 so  jedilni oslez (bamijo) in ananas poslali v Amsterdamski Hortus Botanicus. Iz Amsterdama so poslali murvo, da bi poskušali vzpostaviti gojenje sviloprejk. George Clifford in Jonas in njegov stric Nicolaes Witsen naj bi pri tem odigrali svojo vlogo. Ni nemogoče, da je bil povabljen tudi slikar Merian , ki je leta 1699 potoval v Surinam. Merian je bil poznavalec gosenic in žuželk. Gozdarstvo v Surinamu bi lahko ponudilo tudi perspektive in alternative za ladjedelništvov Amsterdamu in okolici. Tudi to naj bi spodbudil Nicolaes Witsen. Nizozemska vzhodnoindijska družba (VOC) je preprečila poskuse prenosa muškatnega oreščka, [[Nageljnove žbice|nageljnovih žbic] in cimeta v Surinam. [3]